# Erica natalensis
Erica natalensis är en ljungväxtart som beskrevs av Dulfer. Erica natalensis ingår i släktet klockljungssläktet, och familjen ljungväxter. Inga underarter finns listade i Catalogue of Life.